# Seiko Classic 1981
Seiko Classic 1981 — жіночий професійний тенісний турнір, що проходив на кортах з ґрунтовим покриттям Victoria Park Stadium у Гонконгу. Належав до Toyota Series в рамках Туру WTA 1981. Відбувсь удруге й тривав з 2 листопада до 8 листопада 1981 року. Перша сіяна Венді Тернбулл виграла свій другий підряд титул на цьому турнірі й заробила 8,5 тис. доларів.

## Фінальна частина

### Одиночний розряд
- Венді Тернбулл —  Сабіна Сіммондс 6–3, 6–4

### Парний розряд
- Енн Кійомура /  Шерон Волш —  Енн Гоббс /  Сьюзен Лео, 6–3, 6–4